# 1964年イギリス総選挙

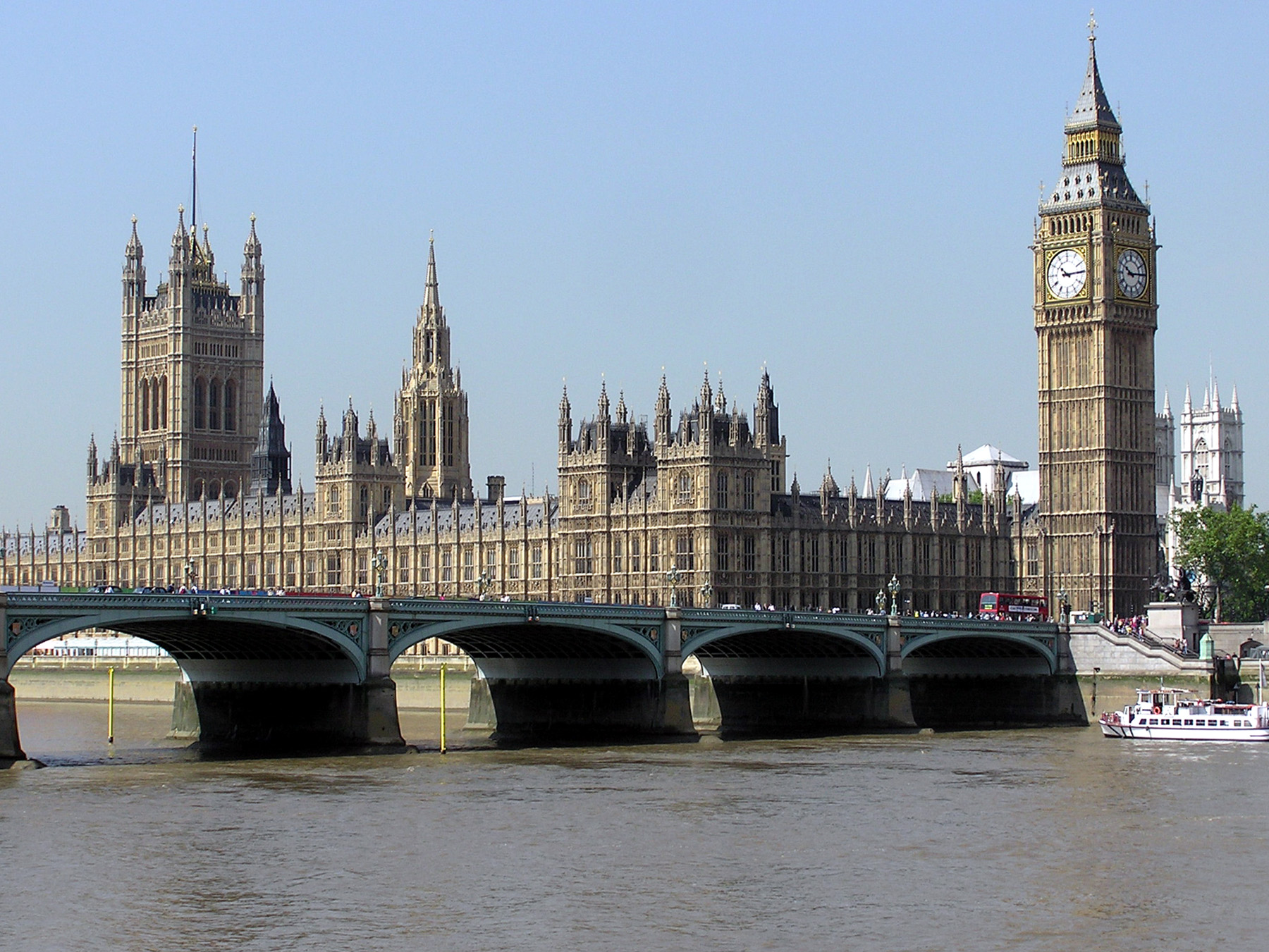
英国議会議事堂（ビッグ・ベン）

1964年イギリス総選挙（1964ねんイギリスそうせんきょ、英語名：United Kingdom General Election 1964）は、英国議会（グレートブリテン及び北アイルランド連合王国議会）の議員を選出するため1964年10月に行われた英国の選挙である。

## 選挙データ
- 選挙時の首相：ダグラス・ヒューム…1963年に発覚したプロヒューモ事件の責任をとって辞任したハロルド・マクミラン首相の跡を継いだ。
- 与党：保守党
- 議会構成：庶民院（下院）と貴族院（上院）の両院で構成されるが、貴族院の議員は世襲貴族と一代貴族の中から選出される任命制なので、庶民院の議員のみが総選挙で選出される。
- 下院議員の任期：任期は5年。しかし、任期が満了する前に下院が解散されることが多い。
- 下院の定数：630議席
- 有権者数：35,894,054名
- 候補者数：1,757名

## 選挙結果
- 投票日：1964年10月15日
- 投票率：77.1％
- 有効票：27,657,148票

| 党派     | 党派                   | 得票数     | ％       | 候補者   | 議席数 |
| -------- | ---------------------- | ---------- | -------- | -------- | ------ |
|          | 労働党（Labour）       | 12,205,808 | 44.1     | 628      | 317    |
|          | 保守党（Conservative） | 12,002,642 | 43.4     | 630      | 304    |
|          | 自由党（Liberal）      | 3,099,283  | 11.2     | 365      | 9      |
| 議席合計 | 議席合計               | 議席合計   | 議席合計 | 議席合計 | 630    |

- 出典：General Election Results 1885-1979
- ここでは議席を得た政党のみ記載

労働党が保守党を僅差で上回って勝利し、ダグラス・ヒュームに代わり労働党党首のハロルド・ウィルソンが首相に就任した。保守党は善戦したものの13年ぶりに野党となった。